# Josef Sieder
Josef Sieder (* 12. April 1918 in Wien, Österreich-Ungarn; † nach dem 20. Januar 1945 im KZ Bergen-Belsen) war ein österreichischer Widerstandskämpfer gegen den Nationalsozialismus sowie Spanienkämpfer.

## Leben
Josef Sieder, dessen jüdische Eltern aus der heutigen Ukraine stammten, wuchs mit seinem im Jahr 1913 geborenen Bruder Adolf im Wiener Gemeindebezirk Neubau auf. Hier wie auch im benachbarten Bezirk Ottakring war er Schüler am dortigen Gymnasium.
Schon früh engagierte sich Sieder in der Kommunistischen Partei Österreichs (KPÖ) und war daher ab 1934 Mitglied im Kommunistischen Jugendverband Österreichs (KJVÖ). Als er 1935 auch in den Antifaschisten Mittelschülerbund Österreichs eintrat, der während des Österreichischen Bürgerkriegs verboten worden war, wurde Sieder verhaftet und ihm wurde 1936 vor einem Jugendgerichtshof der Prozess gemacht. Nach einigen Monaten in Polizeihaft wurde Sieder 1937 auf freien Fuß gesetzt. Kurz bevor er aus Österreich ausgewiesen wurde, konnte er noch 1937 die Matura ablegen.
Für Sieder begann ab 1937 eine Reise quer durch Europa. Über einen kurzen Zwischenstopp in Prag kam er nach Paris. Hier schloss er sich den Internationalen Brigaden an und kämpfte ab 1938 als Soldat des Thälmann-Bataillons im Spanischen Bürgerkrieg. Es ist nicht gesichert, ob sich Josef Sieder und sein Bruder Adolf, der auch bei den Brigaden kämpfte, dort je gesehen haben, da Adolf Sieder einer anderen Einheit, der 86. Brigade, als Dolmetscher angehörte. Er fiel 1937 an der Front nahe der spanischen Stadt Córdoba. Nach der Niederlage der Republikanischen Fraktion und dem Sieg Francisco Francos floh Josef Sieder über Belgien in die Niederlande.
Als die Benelux-Staaten sowie Frankreich von den Nationalsozialisten annektiert wurden, begann sich Sieder ab 1941 in der französischen Résistance zu engagieren. Als Angehöriger der antifaschistischen Travail allemand war er für den Aufbau des Widerstands in den nordöstlichen Départements Nord und Pas-de-Calais verantwortlich. Knapp drei Jahre betrieb Sieder auf diese Weise Widerstand gegen das NS-Regime.
Im September 1944 wurde Sieder von der Geheimen Staatspolizei in Drancy verhaftet. In den nachfolgenden vier Monaten wurde Sieder in einige Konzentrationslager deportiert. Zunächst wurde er ins KZ Stutthof nach Polen gebracht und von dort im November 1944 ins baden-württembergische KZ Echterdingen, wo sich ein Außenlager des KZ Natzweiler-Struthof befand. Anfang Januar 1945 wurde Sieder nach Bergen-Belsen deportiert.
Sein Todesdatum ist bis heute nicht zweifelsfrei gesichert. Man nimmt jedoch als frühestmöglichen Todeszeitpunkt den 20. Januar 1945 an, den Tag der Ankunft des Transports in Bergen-Belsen.